# Xinxiu bencao
Pharmacopée des Tang
La Xinxiu bencao, 新修本草, xīnxiū běncǎo « Nouvelle révision de la matière médicale » (en 659), également appelée Yingong bencao (英公本草, yīng gōng běncǎo) « Matière médicale du duc de Ying » est un recueil de substances naturelles végétales, animales ou minérales, utilisées comme remèdes, au début de la dynastie Tang, ce qui lui vaut aussi le titre de Pharmacopée des Tang (唐本草, táng běncǎo) « Matière médicale des Tang ». La direction de l'ouvrage a été assurée par Su Jing (zh) 蘇敬 / 苏敬, sū jìng, dont le nom fut changé en Su Gong 蘇恭, en raison d’un tabou sur le nom.
La Xinxiu bencao a été réalisée de 657 à 659, par un comité de 22 fonctionnaires dirigés par Su Jing, patronnée par l’empereur Tang Gaozong. Ils avaient l’instruction de réaliser une version commentée et étendue de l’ouvrage de materia medica de Tao Hongjing (456-536) intitulé Bencao jing jizhu 本草经集注, « Commentaires collectés du classique de matière médicale » et de l’illustrer par des images en couleur.
Ce fut la première œuvre de matière médicale à être patronnée par un État au monde, et la première matière médicale à être illustrée. L’exemple de l’empereur Tang Gaozong fut suivi par les gouvernements chinois jusqu’à la fin des Song (en 1279) mais les commandes impériales de pharmacopées se firent par la suite plus rares et moins efficaces.
Le texte originel de l’année 659 comportait 54 chapitres dont 25 chapitres d’illustrations des drogues et de 7 chapitres de commentaires des illustrations. Pour les trois siècles suivants, la Xinxiu bencao est restée le manuel de base des remèdes de la tradition principale des bencao.
Au moins depuis 1050, les illustrations et leurs commentaires sont considérées comme perdus. Et du texte sur les notices, seuls des fragments ont persistés sous la forme de citations dans d’autres livres. En 1964, l'érudit japonais Okanishi Tameto 岡西為人 (1898 - 1973) a publié une version reconstruite de l’œuvre de haute qualité en 20 chapitres. Elle décrit un total de 850 drogues, dont 735 viennent de l’œuvre de Tao Hongjing. 
Il a servi de base au plus ancien livre japonais connu de matière médicale, Honzō Wamyō (本草和名) de  Fukae Sukehito (深根輔仁).

## La préface de Kong Zhiyue
Dans la préface de la Xinxiu bencao, écrite en 659 par Kǒng Zhìyuē 孔志約, un haut fonctionnaire de la dynastie Tang 唐 qui a participé à la compilation de l’ouvrage, on trouve des informations précieuses sur le développement de l’œuvre. Il indique que le lettré taoïste Tao Hongjing 陶弘景 (456-536) croyait que « Le classique de la matière médicale de Shennong » Shennong bencao jing, l’ouvrage de référence à l’origine de la longue tradition des bencao (pharmacopées), avait été compilé par Shennong (un héros civilisateur de la mythologie chinoise). Il regrette cependant que, avec le passage du temps, les documents ne soient plus d'actualité et que les tablettes soient endommagées par les vers. Tao Hongjing prépara en conséquence une nouvelle version de ce bencao qu’il intitula Bencao jing jizhu 本草经集注 « Commentaires du classique de la matière médicinale (du Laboureur Céleste) » mais comme en même temps il pratiquait l’alchimie taoïste du courant Shangqing, son texte fut très influencé par ses recherches spirituelles.
La préface de 659 de Kong relève les nombreuses erreurs que Su Jing 蘇敬 (599-674) s’engagea à corriger. Il adressa une pétition à la cour demandant une révision de la dernière bencao. À la tête d’une équipe 22 personnes, il entreprit une révision complète de l’œuvre qui est présentée ainsi dans la préface (cf. le texte source 新修本草)
« Durant la dynastie Liang 梁, Tao Hongjing se prit de passion pour la préservation de la vie par la diététique et étudia en profondeur l’art d’utiliser les substances médicinales. Il était d’opinion que le Bencao jing 本草經 avait été vraiment compilé par Shennong mais qu’il ne fut pas publié sous forme de livre [par ce dirigeant]. Il regrettait que l’époque de Shennong fût révolue depuis longtemps, et que les enregistrements sur tablettes de bois fussent tombés en pièces depuis longtemps. Il critiqua les écrits de Tong 桐 et Leikong 雷公 qui combinent les traditions écrites et orales, et rassembla le tout dans son œuvre. De plus, en reformulant le classique et en formulant des prescriptions, il apporta une grande aide au monde médical. Cependant à cette époque où l’alchimie était chérie, tout ce que [Tao] entendait et voyait, avait l’inconvénient d’être limité en plusieurs aspects. Aussi, une vue générale n’est pas donnée dans ses formulations, ses commentaires et explications sont seulement basés sur son érudition personnelle...[suit une liste de remèdes contestés et d’erreurs corrigées]. 
[Finalement] Su Jing prit en charge les fautes de Tao Hongjing et analysa les erreurs répandues. Il adressa une pétition à l’empereur demandant une révision afin de répondre aux intentions de l’empereur. Sur quoi un décret annonça que les fonctionnaires [Zhang Sun] Wuji 张孙无极 et Xu Xiaochong 許孝崇 et d’autres, 22 personnes en tout, entreprendraient une révision, en coopération avec Su Jing. Nous prîmes en compte le fait que l’apparence et la vie des animaux et des plantes variaient d’une région à l’autre et que les variations saisonnières du printemps et de l’automne affectaient les influences [ie. les qi stockées par les plantes et animaux], ce qui faisait dévier leur efficacité de la norme...Si on ne collecte pas les herbes (médicinales) conformément aux règles, on aura la bonne chose mais on aura raté le temps propice. Les fruits réputés [pour leurs propriétés thérapeutiques] échoueront, et il y aura de nombreuses erreurs concernant [l’évaluation de leur nature] froide ou chaude...
Nous avons lancé un appel général dans lequel nous demandions des substances médicinales [venant de toutes les régions de l’empire]... 
 La [Xin xiu] bencao fut composée, avec les illustrations des drogues (yaotu 藥圖 / 药图), les commentaires des illustrations (yaojing 藥經 ou tujing 图经) et une table des matières, représentant un total de 54 chapitres, pour enfermer comme dans un filet, l’ancien et le nouveau, pour ouvrir les oreilles comme les yeux. [Notre œuvre] combine tous les mystères de la médecine et des drogues. Elle sauvera la vie de n’importe quel être vivant. Elle sera transmise pendant des dizaines de milliers d’années sans devenir obscure et elle sera appréciée durant les règnes de centaines de rois sans devenir obsolète. » (Traduction de passages de la préface par Paul Unschuld, adaptée en français).

## La première matière médicale financée par un gouvernement
Su Jing avait déjà fait des efforts personnels pour obtenir une révision du Bencao jing jizhu 本草经集注 de Tao Hongjing, avant de se tourner vers le trône en 657 avec une pétition qui suggérait la réalisation d’une  nouvelle édition étendue de cette Bencao. L’empereur Tang Gaozong sut réagir très rapidement, car il ordonna l’organisation d’un comité de rédaction de 22 fonctionnaires qui acheva l’œuvre en entier en deux ans (de 657 à 659). Un des membres du groupe fut assassiné ainsi que les membres de sa famille, sur ordre de la future impératrice Wu Zetian, parce qu’il avait refusé de participer à la prise du pouvoir de celle-ci. Sinon, se trouvaient dans l’équipe, un historiographe, un astrologue et devin, ainsi qu’un connaisseur de la musique des Zhou.
Comme la préface l’indique clairement, le comité de rédaction demanda que les matières médicales soient illustrées en couleur et proviennent de toutes les provinces de l’empire. On ne sait pas jusqu'à quel point les instructions du comité furent satisfaites. Après deux ans de travaux, une bencao fut achevée qui contenait seulement 115 notices de plus que celle de Tao Hongjing.
Beaucoup de ces nouvelles substances médicinales étaient importées d’Inde ou de Perse, à la suite de l’ouverture de Chine liée à l’expansion du commerce international durant la période des Tang.
Cette publication officielle marque un tournant dans l’histoire des pharmacopées chinoises. Du VIIe siècle à la fin des Song (au XIIIe siècle), les gouvernements chinois successifs jouèrent un rôle essentiel dans la commande de nouveaux ouvrages de pharmaceutiques et dans la révision d’anciens ouvrages. Le soutien financier à la rédaction et à la publication d’ouvrage de matière médicale stimula l’études des substances médicinales. 
Par la suite, les commandes impériales de pharmacopées se firent très rares et peu efficaces : il n'y eut qu'une seule commande durant la dynastie Ming (et elle ne fut pas publiée) puis une seule commande sous les Qing:
- Sous les Ming, ce fut Yu zhi ben cao pin hui jing yao 御制本草品彙精要, « Matière médicale écrite sur ordre impérial, contenant des données essentielles disposées selon un ordre systématique » publiée en 1505, de Liu Wentai 刘文泰 (dont la forme abrégée est Bencao pinhui jingyao 本草品彙精要). Non publiée sous les Ming 明 ni sous les Qing 清. Publiée seulement en 1936, par la Commercial Press de Shanghai, sans les planches en couleurs, faites sous la dynastie Qing. Le manuscrit illustré du Bencao pinhui jingyao est arrivé en Italie en 1847, grâce à l’évêque de Besi. À la fin du XXe siècle, Edoardo et Eileen Fazzioli ont tiré des sections botaniques 36 planches superbement  illustrées, publiées en italien en 1989 et en français en 1990, sous le nom « Les Jardins secrets de l’empereur »[6].
- Sous les Qing, Bencao pinhui jingyao xuji 本草品彙精要续集, « Poursuite de la collection de la Matière médicale écrite sur ordre impérial, contenant des données essentielles disposées selon un ordre systématique » publiée 1701, se présente comme la suite du précédent bencao, avec une extension par les chapitres 100-103.

## Les notices

### Dans le texte originel de 659
Le texte originel de la Xinxiu bencao était divisé 54 juǎn 卷 (rouleaux) chapitres,. La table des matières de l'ensemble de l'ouvrage donne le regroupement suivant:
| Xinxiu bencao : contenu du texte de 659 (54 chap.)                                   |          |
| Préface, sections générales, et section des notices (sur les substances médicinales) | 20 chap. |
| Table des matières                                                                   | 1 chap.  |
| Illustrations des drogues, yaotu 药图                                                | 25 chap. |
| Table des matières                                                                   | 1 chap.  |
| Commentaires des illustrations, tujing 图经                                          | 7 chap.  |

Proposer des illustrations en couleurs et commentées de la matière médicale fut une innovation importante. La Xinxiu bencao est la première materia medica au monde, soutenue par un gouvernement et c’est aussi la première matière médicale illustrée. Ces illustrations de couleur enrichissent le texte de « peintures délicates et brillantes, détaillant la forme de toutes choses ».
Pour les trois siècles suivants, la Xinxiu bencao est restée le manuel de base des remèdes de la tradition principale des bencao.
Les textes pharmaceutiques dits de la « tradition principale » sont formés par les recherches visant à couvrir un large éventail de substances médicinales provenant de différentes régions de Chine ou parfois de l'étranger, avec différentes techniques de préparation. Les textes se limitant à une seule région ou à visée spécialisée sont classés dans la tradition secondaire. Pour les chercheurs qui divisent la littérature des bencao en trois catégories majeures: la tradition principale, thématique, et régionale des bencao, la tradition secondaire recouvre donc la section thématique et régionale. La section thématique comporte par exemple Lei Gong pao zhi lun 雷公炮炙論  « Traité de Grand-père Lei sur le traitement des plantes médicinales » de Lei Xiao 雷斅 et Bencao yuan shi 本草原始 « Origine de la matière médicale ». La section régionale comporte par exemple : Lu chan yan bencao 履巉巖本草 « La matière médicale zones escarpées de montagne » XIIIe siècle ou Dian nan bencao 滇南本草 « La matière médicale du Yunnan » XVe siècle.
La Xinxiu bencao constitue, avec la Bencao shi yi 本草拾遺 (écrite plus tard en 739) « Suppléments de matière médicale » de Chen Cangqi 陳藏器, les deux principaux textes de matière médicale de l’époque. Au Xe siècle, la Xinxiu bencao fut révisée et mise à jour à son tour. Cette nouvelle version est apparue sous le nom de Chongguang Yinggong bencao 重广英公本草 « Matière médicale à nouveau étendue du duc de Ying » de Han Baosheng 韓保升. Il en résulta que la version de l'époque Tang, devenue obsolète, fut en partie égarée en tant que travail indépendant.

### Dans le texte reconstruit auXXesiècle
Les illustrations de la Xinxiu bencao (avec leurs commentaires) ont été perdues, au moins depuis l'année 1050. Seul le texte a survécu, et seuls des fragments des juan 3-5, 12-15 et 17-20 ont été transmis jusqu'à aujourd'hui, sous forme de citations dans d'autres livres, par exemple durant la période Song 宋 (960-1279) dans la pharmacopée de Tang Shenwei intitulée Zhenglei bencao 證類本草. Ainsi, du texte de l’année 659 comportant 54 chapitres, seule une partie des 20 premiers chapitres ont pu être sauvés, tout le reste est perdu.
Au total quelque 850 substances naturelles sont répertoriées dans le texte actuel dont 30 ingrédients étrangers, comme le camphre de Bornéo (longnao 龍腦), le benjoin encens (anxixiang 安息香), la litharge, PbO (mituoseng 密陀僧), le sang-dragon (qilinjie 麒麟揭 / 麒麟竭), la menthe poivrée (bohe 薄荷), la racine-tubercule de Curcuma longa (yujin 郁金 / 鬱金), (les fruits séchés du poivrier) le poivre (hujiao 胡椒). Les nouvelles notices sont marquées par xinfu 新服 « Nouvelles addition ».
De nombreux efforts furent faits tant en Chine et qu’au Japon aux XIXe – XXe siècles, pour reconstruire les 20  premiers chapitres du texte des notices de l’époque Tang. En 1964, l'érudit japonais Okanishi Tameto 岡西為人 (1898 - 1973) a publié une version de haute qualité, le Chōjō shinshū honsō 重輯新修本草 (publication conjointe de Zhongguo yiyao yanjiusuo 中國醫藥研究所 à Taiwan et du Nihon gakujutsu tosho kankō kai 日本學術圖書刊行會), avec des caractères rouges et noirs, les premiers représentant l'ancien texte de Tao Hongjing, les noirs les ajouts de Su Jing. Il comprend la description de 850 matières médicales.      
Dans la reconstruction d’Okanishi, les monographies des drogues sont réparties dans les chapitres 3 à 20. Leur arrangement correspond au travail de Tao Hongjing, dans la mesure où leur division en trois classes, est subordonnée au classement suivant leur origine :
| Xinxiu bencao : la reconstruction d’Okanishi (20 chap.) |                                   |                              |
| Origine des matières médicales                          | Numéros des chapitres (de 3 à 20) | Nombre de remèdes (tot.=850) |
| 1. Minéraux yushi 玉石                                  | 3-5                               | 83                           |
| 2. Plantes cao 草                                       | 6-11                              | 256                          |
| 3. Arbres mu 木                                         | 12-14                             | 100                          |
| 4. Quadrupèdes, volailles shouqin 兽禽                  | 15                                | 56                           |
| 5. Vers et poissons chongyu 虫鱼                        | 16                                | 72                           |
| 6. Fruits guo 果                                        | 17                                | 25                           |
| 7. Légumes cai 菜                                       | 18                                | 37                           |
| 8. Grains migu 米穀                                     | 19                                | 28                           |
| 9 Connus de nom mais obsolètes                          | 20                                | 193                          |

Comme on peut le voir dans la base de textes Chinese Text Project, l’ouvrage Xinxiu bencao contient aussi 114 substances médicinales de plus que la première version, avec les commentaires de Tao Hongjing. Chacune de ces classes est divisée en trois sous-classes: les remèdes supérieurs, intermédiaires et inférieurs (shangpin 上品, zhongpin 中品, xiapin 下品).
Chaque drogue est l’objet d’une description portant sur son caractère, son apparence, les endroits où on la trouve, et où on peut la collecter et ses effets thérapeutiques.
Les compilateurs étaient attachés à n’enregistrer que les informations fiables et d’exclure les déclarations fantaisistes.
La Xinxiu bencao décrit un total de 850 drogues, dont 735 viennent de l’œuvre de Tao Hongjing. Les notices venant de Tao Hongjing sont citées telles quelles, sans effectuer ou signaler les corrections qui pouvaient s’imposer. Les commentaires de l’époque Tang ne rajoutent aucun nouvel élément au travail. En général, les erreurs des auteurs précédents ne sont pas supprimées ni corrigées mais laissées en place, pour donner l’opportunité au lecteur de juger par lui même des avis divergents.
Exemples de notice
- La thériaque Di ye jia 底野迦 (adaptation phonologique du mot latin theriaca) est à l’origine une combinaison de nombreuses substances dont le castoréum, la vipère, la scille, mais dont la composition changea au cours des siècles (on y trouve l’opium, le gingembre, la racine de gentiane, etc. jusqu’à 87 plantes aromatiques). La création de cette drogue est attribuée au médecin grec Andromaque du Ier siècle. Cette substance médicinale exotique, réputée efficace contre les poisons, a probablement été introduite en Chine via la Perse. La notice de la Xinxiu bencao se présente ainsi:

Di ye jia 底野迦 saveur: acide, amère, [thermo-influence] neutre, non toxique. Traite une centaine de maladies, si quelqu’un est frappé par une influence qi malveillante et diabolique ou en cas d’obstruction abdominale. Origine : pays de l’Ouest.
On dit : cette drogue est faite à partir de la vésicule biliaire [du cochon]. Extérieurement, elle ressemble à une pilule pourrie depuis longtemps. La couleur est rouge-noir. Occasionnellement, [elle est] amenée ici par les barbares. Elle est considérée comme ayant beaucoup de valeur et chère. Son efficacité [thérapeutique] a été montrée expérimentalement.
- La gélatine de peau d'âne, Ējiāo 阿膠 est une substance encore très prisée de nos jour, responsable du massacre de millions d’ânes dans le monde et principalement en Afrique[10]. Le texte qui était disponible dans la Shennong bencao[n 5] est repris et complété dans la Xinxiu bencao[n 6]. Dans la Xinxiu bencao, le ejiao 阿膠 est ainsi décrit

« Saveur sucrée, neutre et légèrement chaude. Non toxique. Elle est principalement utilisée pour traiter les hémorragies internes du cœur et de l'abdomen, l'épuisement extrême menant à des tremblements semblables à ceux de la malaria, des douleurs dans le bas du dos et l'abdomen, des douleurs et des courbatures dans les membres, les saignements chez les femmes, pour apaiser la maigreur et la faiblesse, pallier l'insuffisance du Qi Yin, soulager les douleurs aux pieds qui empêchent de rester debout longtemps, et nourrir le Qi du foie. Une consommation à long terme allège le corps et augmente le Qi. C'est également connu sous le nom de gélatine Fu Zhi. Produit dans le district de Dongping par l'ébullition de la peau de bœuf. Provenant de Dong'e.  »
Les ajouts de la Xinxiu bencao par rapport à la Shennong bencao ont été mis en rouge. La Xinxiu bencao fournit des détails spécifiques sur la façon dont la gélatine est produite (ébullition de la peau de bœuf) et sa provenance (Dongping), informations absentes dans le Shennong Bencao Jing. En revanche, la remarque « Une consommation à long terme allège le corps et augmente le Qi » typique des recherches alchimistes taoïstes de Tao Hong jing, est conservée.